# Chaux Sport
Le Chaux Sport est une équipe de basket-ball congolaise basée à Katana, au Sud-Kivu. Fondée en 2021, l'équipe est surnommée  les Gorillas. Ils ont remporté leur premier titre national de la Coupe du Congo en 2024. Chaux évolue également dans l'EUBABUK, la ligue provinciale du Sud-Kivu. Le slogan officiel de l'équipe est « Shiye njo shiye ».

## Histoire
L'équipe a été créée comme section de basket-ball du club de football existant du même nom. Le nom Chaux Sport se traduit littéralement par « Sport calcaire », car le club a été fondé par Omela Mudogo, dont la famille possède une usine de calcaire à Katana.
La section basket-ball a été créée en 2021. Les Gorilles ont atteint les demi-finales de la Coupe du Congo en 2022 et 2023. Un an plus tard, en 2024, à la suite d'une défaite contre le BC Terreur en finale.

## Palmarès
| Compétitions nationales                 | Compétitions internationales                     |
| - Coupe du Congo (1): - Vainqueur: 2024 | néant                                            |
| - Coupe du Congo (1): - Vainqueur: 2024 | Compétitions régionales                          |
| - Coupe du Congo (1): - Vainqueur: 2024 | - EUBABUK (3) : - Vainqueur : 2022, 2023 et 2024 |